# بيتر دانتي
بيتر دانتي (بالإنجليزية: Peter Dante)‏ مواليد 16 ديسمبر 1968 في كونيتيكت، الولايات المتحدة، هو ممثل أمريكي بدأ مسيرته الفنية سنة 1994.

## الأعمال
- لاري ساندريس شو
- الأب الكبير
- أول 50 موعد غرامي
- ذا كينغ أوف كوينز
- أنا الآن أعلن أنكما تشاك ولاري
- جست جو وذ إت
- جاك وجيل
- هذا هو ابني
- البالغون 2

## روابط خارجية
- بيتر دانتي على موقع IMDb (الإنجليزية)
- بيتر دانتي على موقع ميوزك برينز (الإنجليزية)
- بيتر دانتي على موقع قاعدة بيانات الفيلم (الإنجليزية)